# Boy Slaves

Boy Slaves est un film américain réalisé par P. J. Wolfson, sorti en 1939.
Il a pour sujet le travail forcé des enfants. Il repose sur l'idée qu'on ne nait pas criminel mais qu'on le devient.

## Synopsis
Jesse Thompson, un jeune fugueur, espère pouvoir gagner assez d'argent pour subvenir aux besoins de sa mère. Il rejoint un groupe de garçons. Après une infraction qui les met en difficulté, ils sont obligés de travailler dans un camp clôturé et surveillé, grimpant et taillant des arbres. Ils ne sont libres de partir que s'ils peuvent d'abord payer les factures qu'ils ont accumulées au magasin de la compagnie. Pris au piège dans un état d'esclavage de fait, ils décident de faire grève pour obtenir une meilleure nourriture, après qu'un garçon affamé soit tombé d'un arbre, ce qui a entraîné la perte de son bras. Leur protestation échoue, et les garçons décident d'écrire une lettre sur les conditions de leur détention à la femme du président américain, mais elle est interceptée. Ils pensent que l'un d'entre eux est un "indicateur", mais découvrent finalement que ce n'est pas le cas.

## Fiche technique
- Réalisation : P. J. Wolfson
- Scénario : Ben Orkow (en) d'après une histoire d'Albert Bein
- Producteur : Pandro S. Berman
- Photographie : J. Roy Hunt
- Montage : Desmond Marquette
- Genre : Drame social[2]
- Distributeur : RKO Radio Pictures
- Durée : 72 minutes
- Date de sortie : 2 février 1939

## Distribution
- Anne Shirley : Annie
- Roger Daniel : Jesse Thompson
- James McCallion : Tim
- Walter Ward : Miser
- Charles Powers : Lollie
- Johnny Fitzgerald : Knuckles
- Frank Malo : Tommy
- Paul White : Atlas
- Walter Tetley : Pee Wee
- Charles Lane : Albee
- Arthur Hohl : le shérif
- Adrian Morris : un policier
- Helen MacKellar : la mère de Jesse